# Doi vecini
Doi vecini, menționat în unele surse ca Doi vecini!, este un film românesc din 1959 regizat de Geo Saizescu. Rolurile principale au fost interpretate de actorii Grigore Vasiliu-Birlic, Nineta Gusti, Carmen Stănescu și Ion Lucian.

## Distribuție
Distribuția filmului este alcătuită din:
- Grigore Vasiliu-Birlic — avocatul Mitică Theodorescu-Fălciu
- Nineta Gusti — Lili, soția avocatului
- Carmen Stănescu — Clo-Clo, soția locotenentului
- Ion Lucian — lt. I.Gh. (Ionel) Petrescu din Marele Stat Major
- Aurel Cioranu — Dumitru, ordonanța locotenentului
- Mitzura Arghezi — Marița, slujnica avocatului
- Dumitru Furdui — țăranul oltean
- Cristina Rădulescu — Bebe, fetița locotenentului
- Paul Manu — Marinică, băiatul avocatului
- pisoiul Jenel
- cățelul Ali